# Dioscorea undatiloba
Dioscorea undatiloba är en enhjärtbladig växtart som beskrevs av John Gilbert Baker. Dioscorea undatiloba ingår i släktet Dioscorea och familjen Dioscoreaceae. Inga underarter finns listade i Catalogue of Life.